# 15 mars 1948
Le lundi 15 mars 1948 est le 75e jour de l'année 1948.

## Naissances
- Bruno Marzloff, sociologue français
- Cláudio Mortari, joueur et entraîneur brésilien de basket-ball
- David Albahari, écrivain serbe
- Tubilandu Ndimbi, joueur de football international congolais (RDC)
- Gérard Cherpion, personnalité politique française
- Georges Voisset, universitaire français
- Gerhard Seyfried, auteur de bande dessinée, illustrateur, caricaturiste et romancier allemand
- Jean-Noël Crocq, clarinettiste français
- Jean-Pierre Martin, écrivain, essayiste, professeur de littérature contemporaine français
- Kate Bornstein, artiste d'art performance et auteure américaine
- Levan Tediashvili, lutteur soviétique
- Martin Brauen, ethnologue, tibétologue, conservateur de musée et écrivain suisse
- Metin Kurt (mort le 24 août 2012), footballeur international turc
- Philippe de Ladoucette, dirigeant français d'entreprises publiques
- Sérgio Vieira de Mello (mort le 19 août 2003), fonctionnaire international brésilien
- Serge Mesonès (mort le 1er novembre 2001), footballeur et journaliste français
- Yūsaku Yara, acteur de doublage japonais (seiyū)

## Décès
- Donato Manduzio (né le 24 juillet 1885), prophète italien
- Jan Balicki (né le 21 mai 1869), prêtre catholique polonais
- Mary Tourtel (née le 28 janvier 1874), auteure anglaise de littérature jeunesse
- Tatsunosuke Yamazaki (né le 19 juin 1880), personnalité politique japonaise

## Événements
- Sortie du film grec Marinos Kontaras
- Migros ouvre son premier magasin en libre-service à Zurich.